# Bukietowatość ziemniaka
Bukietowatość ziemniaka (ang. bouquet of potato) – wirusowa choroba ziemniaka (Solanum tuberosum) wywołana przez Tomato black ring virus.
Polska nazwa wirusa: wirus czarnej plamistości pomidora, nazwy angielskie: Tomato black ring nepovirus, Tomato black ring virus, TBRV, nazwa preferowana: Nepovirus nigranuli.
TBRV infekuje szeroką gamę zielnych i zdrewniałych gatunków roślin jednoliściennych i dwuliściennych. U ziemniaka powoduje bukietowatość ziemniaka i mozaikę aukuba ziemniaka.
Po 3–5 dniach od inokulacji na liściach pojawiają się chlorotyczne plamy, później następuje systemiczna plamistość pierścieniowa, mozaika, nekroza, deformacje liści oraz zahamowanie wzrostu. Rodzaj i intensywność objawów chorobowych zmieniały się w ciągu roku. Najsilniejsze objawy, a zwłaszcza nekrozy tkanki, obserwowano w okresie jesienno-zimowym. W okresie wiosenno-letnim do-minowały objawy plamistości pierścieniowej i wzorzystości liści.